# Cavernícola (pel·lícula)
Cavernícola (títol original Caveman) és una pel·lícula estatunidenca escrita i dirigida per Carl Gottlieb i finançada per George Harrison estrenada l'any 1981. Ha estat doblada al català.

## Argument
Atouk, (Ringo Starr) està enamorat de Lana (Barbara Bach), la dona del cap Tonda (John Matuszak). Li ofereix regals però ella els dona al seu company. Fa servir aleshores una eaestratagema per provar de treure-la, però fracassa, és llavors caçat per la tribu, a continuació perseguit. Trobarà Tala, una bella rosa que caurà enamorada d'ell, però Atouk s'obstinarà a voler "recuperar" Lana. Després de diverses peripècies, com el descobriment d'utilització del foc (i de l'ocell rostit), gràcies a armes noves Atouk triomfarà en combat singular amb Tonda. Lana s'ofereix llavors finalment a ell al gran dam de Tala. Però a l'últim moment, Atouk repudia Lana i proclama el seu unió amb Tala.

## Repartiment
- Ringo Starr: Atouk
- Dennis Quaid: Lar
- Shelley Long: Tala
- Jack Gilford: Gog
- Barbara Bach: Lana
- Evan C. Kim: Nook
- Carl Lumbly: Bork
- John Matuszak: Tonda
- Avery Schreiber: Ock